# Mactrotoma depressa
Mactrotoma depressa is een tweekleppigensoort uit de familie van de Mactridae. De wetenschappelijke naam van de soort is voor het eerst geldig gepubliceerd in 1802 door Spengler.